# Cláudia Bento
Cláudia Patrícia Quitério Bento (4 de junho de 1983) é uma deputada e política portuguesa. Ela é deputada à Assembleia da República na XIV legislatura pelo Partido Social Democrata. Possui um Mestrado Integrado em Medicina.